# 杨福家
杨福家（1936年6月—2022年7月17日），男，原籍浙江镇海，生于上海，中国核物理学家，中国科学院院士，第三世界科学院院士，英国诺丁汉大学第六任校監。

## 生平
1936年出生于上海，原籍浙江镇海。中学就读于上海格致中学。1958年毕业于复旦大学。曾在丹麦哥本哈根大学尼尔斯·玻尔研究所、纽约州立大学石溪分校和东京大学作访问学者。同时，他还是东京创价大学、纽约州立大学、香港大学、诺丁汉大学和康涅狄格大学的名誉博士。
1987年至2001年担任中国科学院上海应用物理研究所所长。1992年至1996年上海市科学技术协会主席。1993年至1999年任复旦大学校长。
2000年12月12日，在杨福家卸任复旦大学校长一年之际，英国诺丁汉大学董事会宣布：选举杨福家为下一届校长。从2001年1月1日起上任，任期3年。
2001年6月，中国科学技术协会第六次全国代表大会召开，并选举其出任第六届全国委员会副主席。2001年7月4日，杨福家被正式任命为英国诺丁汉大学第六任校監，他也是第一位担任英国大学校監的中国人。2004年开始，兼任寧波諾丁漢大學校長。2006年5月，中国科学技术协会第七届全国代表大会召开，选举产生第七届委员会，他当选为副主席。
2012年年底，英国诺丁汉大学4届校长任期期满，杨福家卸任英国诺丁汉大学校长，继续担任寧波諾丁漢大學校長。

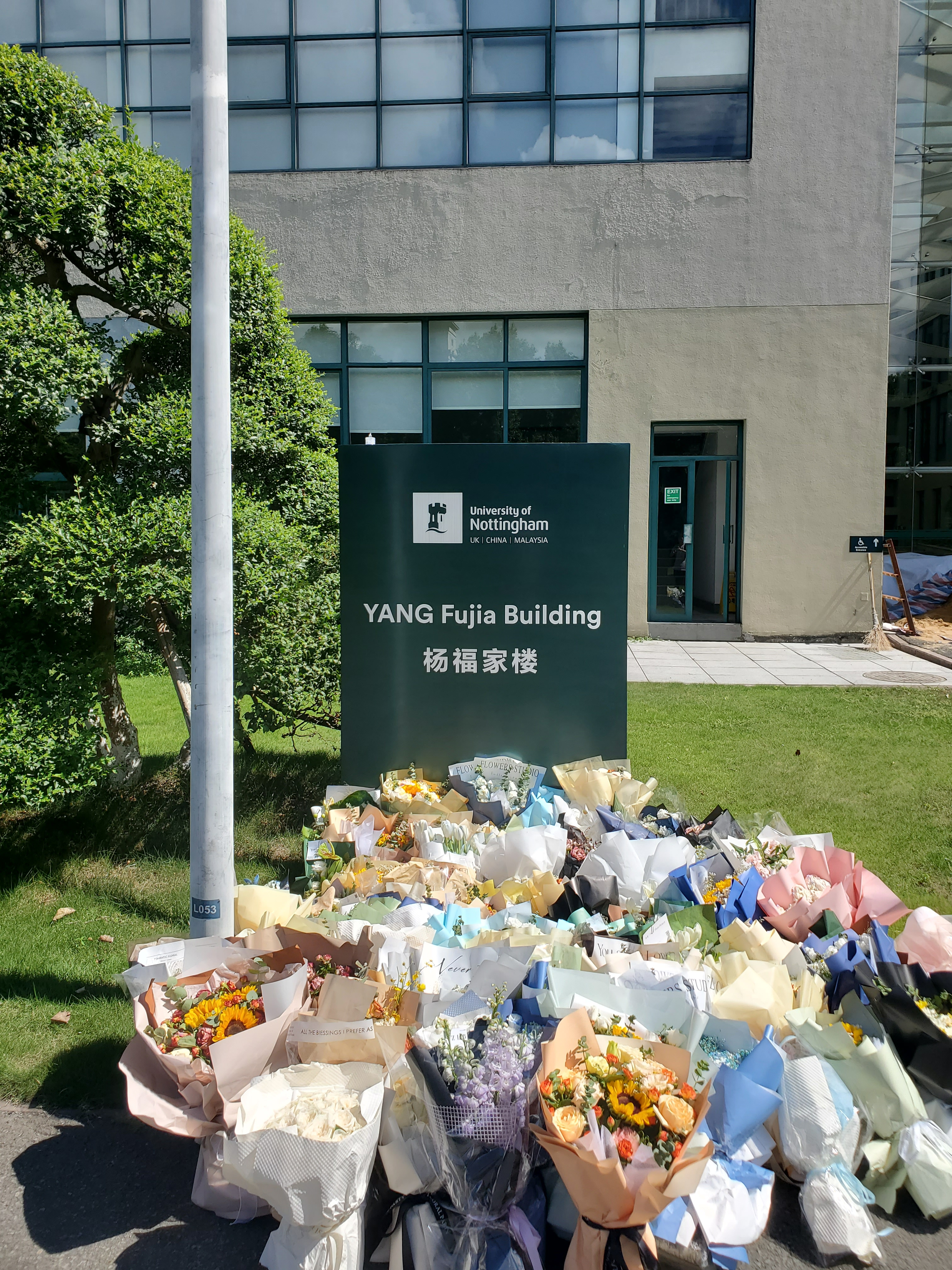
2023年7月，宁波诺丁汉大学杨福家楼前的花束

杨福家也是拉曼大学国际顾问委员会成员之一。